# (36225) 1999 TW270
1999 تي دابليو 270 (ويعرف أيضًا باسم (36225) 1999 تي دابليو 270 وفق تسمية الكوكب الصغير) (بالإنجليزية: 1999 TW270)‏ هو كويكب ضمن حزام الكويكبات؛ وترتيبه 36225 من حيث الاكتشاف.
اكتُشف هذا الجُرم الفلكي بواسطة بحث لنكولن عن الكويكبات القريبة من الأرض في 3 أكتوبر 1999.

## وصلات خارجية
- (36225) 1999 TW270 في قاعدة بيانات مختبر الدفع النفاث لأجرام النظام الشمسي الصغيرة

- الاكتشاف · مخطط المدار ·  العناصر المدارية · المعلمات المادية

- (36225) 1999 TW270 على موقع ويكي سكاي: DSS2, SDSS, GALEX, IRAS, Hydrogen α, X-Ray, Astrophoto, Sky Map, Articles and images